# أليخاندرو كانزيرز
أليخاندرو كانزيرز (بالإسبانية: Alejandro Cañizares)‏ هو لاعب غولف ولاعب كرة قدم إسباني، ولد في 9 يناير 1983 في مدريد في إسبانيا.

## وصلات خارجية
- أليخاندرو كانزيرز على موقع رابطة لاعبي الغولف المحترفين (الإنجليزية)
- أليخاندرو كانزيرز على موقع رابطة أوروبا للاعبي الغولف المحترفين (الإنجليزية)
- أليخاندرو كانزيرز على موقع التصنيف العالمي الرسمي للغولف (الإنجليزية)